# Tetiaroa
Tetiaroa er en privatejet atol, som ligger 59 km nord for Tahiti i øgruppen Selskabsøerne i Fransk Polynesien. Øen har et areal på ca 6 km² består af hovedøen omkranset af 13 motus (småøer). De første europæere, som besøgte øen, var mytterister fra skibet HMVA Bounty, som besøgte den i 1789 (se mytteriet på Bounty). I 1904 blev Tetiaroa givet til tandlægen Johnston Walter Williams. Øen var derefter i private hænder indtil 1965, hvor skuespilleren Marlon Brando købte den. I 2005 blev øen så igen videresolgt.
17°00′S 149°33′V / 17°S 149.55°V